# Megumi Torigoe
Megumi Torigoe (鳥越 恵 Torigoe Megumi?), är en japansk tidigare fotbollsspelare.
Megumi Torigoe spelade 8 landskamper för det japanska landslaget. Hon deltog bland annat i Asiatiska mästerskapet i fotboll för damer 1999.